# Temporada 2022 del Campeonato de España de F4
La temporada 2022 del Campeonato de España de F4 fue la séptima edición de dicho campeonato. Comenzó el 30 de abril en Algarve y terminó el 13 de noviembre en Barcelona.
El búlgaro Nikola Tsolov fue el ganador del Campeonato de Pilotos, y Campos Racing se quedó con el Campeonato de Escuderías.

## Equipos y pilotos
| Bandera de España | Campos        |
| Bandera de España | Campos Racing |

| Bandera de los Países Bajos | MP Motorsport  |
| Bandera de los Países Bajos | MP Motorsports |

| Bandera de España | Campos        |
| Bandera de España | Campos Racing |

| Bandera de los Países Bajos | MP Motorsport  |
| Bandera de los Países Bajos | MP Motorsports |

| Icono | Estado                                               |
| ----- | ---------------------------------------------------- |
| N     | Novato                                               |
| F     | Trofeo Femenino                                      |
| I     | Pilotos invitados no son elegibles para sumar puntos |

## Resultados
El calendario se anunció el 3 de diciembre de 2021. Las cinco pruebas en España serán organizadas por la RFEDA. La apertura de la temporada en Portimão se llevó a cabo en apoyo del Deutsche Tourenwagen Masters y el segundo evento en el extranjero tendrá lugar en el circuito de Spa-Francorchamps.
| Ronda | Ronda | Circuito                                     | Fecha           | Pole Position            | Vuelta rápida | Piloto ganador           | Equipo ganador | Novato ganador       |
| ----- | ----- | -------------------------------------------- | --------------- | ------------------------ | ------------- | ------------------------ | -------------- | -------------------- |
| 1     | C1    | Autódromo Internacional do Algarve, Portimão | 30 de abril     | Nikola Tsolov            | Nikola Tsolov | Hugh Barter              | Campos Racing  | Tymoteusz Kucharczyk |
| 1     | C2    | Autódromo Internacional do Algarve, Portimão | 1 de mayo       | Nikola Tsolov            | Nikola Tsolov | Nikola Tsolov            | Campos         | Nikola Tsolov        |
| 1     | C3    | Autódromo Internacional do Algarve, Portimão | 1 de mayo       | Tasanapol Inthraphuvasak | Nikola Tsolov | Tasanapol Inthraphuvasak | MP Motorsport  | Tymoteusz Kucharczyk |
| 2     | C1    | Circuito de Jerez, Jerez de la Frontera      | 28 de mayo      | Nikola Tsolov            | Nikola Tsolov | Tymoteusz Kucharczyk     | MP Motorsport  | Tymoteusz Kucharczyk |
| 2     | C2    | Circuito de Jerez, Jerez de la Frontera      | 29 de mayo      | Nikola Tsolov            | Nikola Tsolov | Nikola Tsolov            | Campos Racing  | Nikola Tsolov        |
| 2     | C3    | Circuito de Jerez, Jerez de la Frontera      | 29 de mayo      | Nikola Tsolov            | Nikola Tsolov | Nikola Tsolov            | Campos Racing  | Nikola Tsolov        |
| 3     | C1    | Circuito Ricardo Tormo, Cheste               | 11 de junio     | Nikola Tsolov            | Nikola Tsolov | Nikola Tsolov            | Campos Racing  | Nikola Tsolov        |
| 3     | C2    | Circuito Ricardo Tormo, Cheste               | 12 de junio     | Nikola Tsolov            | Nikola Tsolov | Nikola Tsolov            | Campos Racing  | Nikola Tsolov        |
| 3     | C3    | Circuito Ricardo Tormo, Cheste               | 12 de junio     | Hugh Barter              | Nikola Tsolov | Nikola Tsolov            | Campos Racing  | Nikola Tsolov        |
| 4     | C1    | Circuito de Spa-Francorchamps, Francorchamps | 8 de julio      | Nikola Tsolov            | Nikola Tsolov | Nikola Tsolov            | Campos Racing  | Nikola Tsolov        |
| 4     | C2    | Circuito de Spa-Francorchamps, Francorchamps | 9 de julio      | Nikola Tsolov            | Hugh Barter   | Nikola Tsolov            | Campos Racing  | Nikola Tsolov        |
| 4     | C3    | Circuito de Spa-Francorchamps, Francorchamps | 9 de julio      | Nikola Tsolov            | Nikola Tsolov | Nikola Tsolov            | Campos Racing  | Nikola Tsolov        |
| 5     | C1    | MotorLand Aragón, Alcañiz                    | 3 de Septiembre | Nikola Tsolov            | Nikola Tsolov | Hugh Barter              | Campos Racing  | Nikola Tsolov        |
| 5     | C2    | MotorLand Aragón, Alcañiz                    | 4 de Septiembre | Nikola Tsolov            | Nikola Tsolov | Nikola Tsolov            | Campos Racing  | Nikola Tsolov        |
| 5     | C3    | MotorLand Aragón, Alcañiz                    | 4 de Septiembre | Hugh Barter              | Nikola Tsolov | Hugh Barter              | Campos Racing  | Tymoteusz Kucharczyk |
| 6     | C1    | Circuito de Navarra, Los Arcos               | 1 de Octubre    | Hugh Barter              | Hugh Barter   | Hugh Barter              | Campos Racing  | Nikola Tsolov        |
| 6     | C2    | Circuito de Navarra, Los Arcos               | 2 de Octubre    | Hugh Barter              | Hugh Barter   | Hugh Barter              | Campos Racing  | Nikola Tsolov        |
| 6     | C3    | Circuito de Navarra, Los Arcos               | 2 de Octubre    | Noah Strømsted           | Hugh Barter   | Hugh Barter              | Campos Racing  | Tymoteusz Kucharczyk |
| 7     | C1    | Circuito de Barcelona-Cataluña, Montmeló     | 12 de noviembre | Nikola Tsolov            | Nikola Tsolov | Nikola Tsolov            | Campos Racing  | Nikola Tsolov        |
| 7     | C2    | Circuito de Barcelona-Cataluña, Montmeló     | 13 de noviembre | Nikola Tsolov            | Nikola Tsolov | Nikola Tsolov            | Campos Racing  | Nikola Tsolov        |
| 7     | C3    | Circuito de Barcelona-Cataluña, Montmeló     | 13 de noviembre | Nikola Tsolov            | Nikola Tsolov | Nikola Tsolov            | Campos Racing  | Nikola Tsolov        |

## Clasificaciones

### Sistema de puntuación
| Carreras | Posiciones, puntos por carrera | Posiciones, puntos por carrera | Posiciones, puntos por carrera | Posiciones, puntos por carrera | Posiciones, puntos por carrera | Posiciones, puntos por carrera | Posiciones, puntos por carrera | Posiciones, puntos por carrera | Posiciones, puntos por carrera | Posiciones, puntos por carrera | Posiciones, puntos por carrera | Posiciones, puntos por carrera |
| -------- | ------------------------------ | ------------------------------ | ------------------------------ | ------------------------------ | ------------------------------ | ------------------------------ | ------------------------------ | ------------------------------ | ------------------------------ | ------------------------------ | ------------------------------ | ------------------------------ |
| Carreras | 1.º                            | 2.º                            | 3.º                            | 4.º                            | 5.º                            | 6.º                            | 7.º                            | 8.º                            | 9.º                            | 10.º                           | Pole                           | VR                             |
| 25       | 25                             | 18                             | 15                             | 12                             | 10                             | 8                              | 6                              | 4                              | 2                              | 1                              | 2                              | 1                              |
| 18       | 15                             | 12                             | 10                             | 8                              | 6                              | 4                              | 2                              | 1                              |                                |                                |                                | 1                              |

### Campeonato de Pilotos
| Pos.                                   | Piloto                   | ALG | ALG | ALG | JER | JER | JER | VAL | VAL | VAL | SPA | SPA | SPA | ARA | ARA | ARA | NAV | NAV | NAV | BAR | BAR | BAR | Puntos |
| -------------------------------------- | ------------------------ | --- | --- | --- | --- | --- | --- | --- | --- | --- | --- | --- | --- | --- | --- | --- | --- | --- | --- | --- | --- | --- | ------ |
| 1                                      | Nikola Tsolov            | 14  | 1   | 5   | 2   | 1   | 1   | 1   | 1   | 1   | 1   | 1   | 1   | 2   | 1   | 4   | 3   | 2   | 3   | 1   | 1   | 1   | 400    |
| 2                                      | Hugh Barter              | 1   | 4   | 4   | 10  | 6   | 3   | 18  | 7   | 13  | 2   | 2   | 2   | 1   | 3   | 1   | 1   | 1   | 1   | 5   | 2   | 3   | 287    |
| 3                                      | Tymoteusz Kucharczyk     | 3   | 2   | 3   | 1   | 2   | 24  | 3   | 14  | 2   | Ret | 16  | 8   | 5   | 2   | 2   | 4   | 4   | 2   | 3   | 3   | 6   | 227    |
| 4                                      | Kirill Smal              | 9   | 7   | 11  | 6   | 5   | 8   | 7   | 5   | 3   | 4   | 3   | 13  | 3   | Ret | 3   | 2   | 3   | 23† | 2   | 4   | 2   | 173    |
| 5                                      | Georg Kelstrup           | 7   | 11  | 9   | 5   | 4   | 2   | Ret | 8   | 4   | 5   | 5   | 4   | 7   | 11  | Ret | 10  | 19  | 9   | 14  | 6   | 8   | 105    |
| 6                                      | Valerio Rinicella        | 25  | 8   | 7   | 4   | 3   | 16  | 10  | 13  | 10  | 3   | 4   | 21  | Ret | 6   | 5   | 6   | 7   | 4   | 10  | 10  | 5   | 104    |
| 7                                      | Suleiman Zanfari         | 5   | 3   | 6   | 14  | 15  | 4   | 6   | 6   | 17  | 10  | 13  | 5   | Ret | 8   | 7   |     |     |     |     |     |     | 70     |
| 8                                      | Filip Jenić              | 6   | 13  | 2   | 8   | 9   | 7   | 5   | 4   | 9   | 13  | 11  | 11  | 17  | 4   | 14  |     |     |     |     |     |     | 64     |
| 9                                      | Tasanapol Inthraphuvasak | 2   | 5   | 1   | 12  | 8   | 12  | 8   | 11  | 11  | 12  | 8   | 23  | Ret | 15  | 17  | Ret | 16  | 21  | 9   | 8   | 15  | 63     |
| 10                                     | Robert de Haan           | 11  | 6   | Ret | 7   | 10  | 10  | 9   | 10  | 14  | 6   | 6   | 3   | 4   | Ret | 8   | 9   | 11  | Ret | 12  | 9   | 29  | 61     |
| 11                                     | Gaël Julien              | 8   | Ret | 15  | 11  | 11  | 5   | 4   | 2   | 8   | 8   | 9   | 10  | 19† | 14  | 19  | 5   | 8   | 10  | Ret | 14  | 12  | 60     |
| 12                                     | Manuel Espírito Santo    | 17  | 14  | Ret | 13  | 13  | Ret | 2   | 3   | 5   | 7   | 7   | 9   | Ret | 7   | 22† | 13  | 13  | 16  | 7   | 16  | 10  | 59     |
| 13                                     | Christian Ho             | 10  | 12  | 27† | 9   | 14  | 14  | 16  | 15  | 7   | 9   | 14  | 18  | Ret | 9   | 10  | 14  | 14  | 5   | 4   | 7   | 4   | 50     |
| 14                                     | Daniel Nogales           | 20  | 16  | 10  | 21  | Ret | 26† | 14  | 23  | 15  | 20  | 29  | Ret | 10  | 10  | 11  | 7   | 6   | 7   | 8   | 15  | 11  | 26     |
| 15                                     | Charlie Wurz             |     |     |     | 3   | 7   | 6   |     |     |     |     |     |     |     |     |     |     |     |     |     |     |     | 25     |
| 16                                     | Bruno del Pino           | 15  | 9   | 28† | 16  | 12  | 9   | 12  | 12  | 6   | 11  | 10  | 7   | Ret | 13  | 12  | 15  | 12  | 6   | Ret | 17  | 18  | 24     |
| 17                                     | Martinius Stenshorne     |     |     |     |     |     |     |     |     |     |     |     |     | 6   | 5   | 6   |     |     |     |     |     |     | 22     |
| 18                                     | Miron Pingasov           | 4   | 15  | 8   | Ret | 22  | 15  | Ret | Ret | 16  | Ret | 21  | 25  | Ret | Ret | 15  | 18  | 17  | Ret | 17  | 13  | 14  | 16     |
| 19                                     | Théophile Naël           |     |     |     |     |     |     |     |     |     | 24  | 12  | Ret | 8   | 23  | 21† | 11  | 10  | 8   | 15  | 11  | 9   | 11     |
| 20                                     | Marcos Flack             |     |     |     |     |     |     |     |     |     | Ret | 20  | 6   |     |     |     | 20  | 24  | Ret | 22  | 23  | 16  | 8      |
| 21                                     | Sebastian Gravlund       | 13  | 20  | 12  | Ret | 17  | 22  | 11  | 26  | 23  | 19  | Ret | 19  | 16  | 17  | Ret | 12  | 9   | 22  | 11  | 12  | 7   | 8      |
| 22                                     | Ricardo Escotto          | 16  | Ret | 26  | 20  | 18  | 17  | 17  | 25  | Ret | Ret | 15  | Ret | 9   | 12  | 9   | Ret | Ret | EX  |     |     |     | 4      |
| 23                                     | Max Mayer                | 18  | 21  | 17  | 18  | 16  | 25  | 20  | 9   | 18  | Ret | 18  | 16  | 11  | 21  | 18  | 19  | 15  | 11  | Ret | 26  | 19  | 0      |
| 24                                     | Maksim Arkhangelskiy     | 12  | 10  | 13  | Ret | Ret | 13  | 15  | 18  | 21  | Ret | 23  | 14  | 14  | 16  | 16  | 16  | 18  | Ret | 21  | 30  | 22  | 0      |
| 25                                     | Álvaro García            | 19  | 19  | 22  | Ret | 20  | 11  | Ret | 16  | 24† | 22  | Ret | 22  | Ret | 25† | Ret | 25  | 25  | 19  | 20  | Ret | 20  | 0      |
| 26                                     | Jef Machiels             | 24  | Ret | 19  | 15  | 24  | 23  | 13  | 17  | 22  | 14  | 17  | 27† | 12  | 18  | 23† | 17  | 28† | 12  | Ret | 24  | 13  | 0      |
| 27                                     | Vladislav Ryabov         | 26  | Ret | 14  | 17  | 19  | 20  | 21  | 22  | Ret | Ret | 19  | 12  | 18† | 19  | 13  | Ret | 20  | 13  | 23  | 20  | Ret | 0      |
| 28                                     | Anshul Gandhi            | 27  | 24  | 21  | Ret | 21  | 19  | 19  | 20  | 12  | 15  | 27  | 26  |     |     |     |     |     |     |     |     |     | 0      |
| 29                                     | Noah Lisle               | 29  | 18  | 20  |     |     |     |     |     |     |     |     |     | 13  | 24  | Ret |     |     |     | 16  | Ret | 24  | 0      |
| 30                                     | Theodor Jensen           |     |     |     |     |     |     |     |     |     |     |     |     | 15  | 20  | 20  | 23  | 22  | 14  | 26  | 22  | Ret | 0      |
| 31                                     | Ricardo Gracia Filho     | 22  | Ret | 18  | Ret | Ret | 18  | 23  | 24  | 19  | 18  | 24  | 15  |     |     |     | 22  | 27† | 15  | 18  | 25  | 21  | 0      |
| 32                                     | Jesse Carrasquedo Jr.    | 23  | 23  | 16  |     |     |     |     |     |     |     |     |     |     |     |     | 24  | 23  | Ret | 29† | 21  | 23  | 0      |
| 33                                     | Nelson Neto              |     |     |     |     |     |     |     |     |     | 16  | 25  | Ret |     |     |     |     |     |     |     |     |     | 0      |
| 34                                     | Ethan Ischer             |     |     |     |     |     |     |     |     |     | 17  | 26  | 17  |     |     |     |     |     |     |     |     |     | 0      |
| 35                                     | Lukáš Málek              | 21  | 17  | 23  |     |     |     |     |     |     |     |     |     |     |     |     |     |     |     |     |     |     | 0      |
| 36                                     | Daniel Mavlyutov         |     |     |     |     |     |     |     |     |     |     |     |     | Ret | 22  | Ret | 27  | 26  | 17  | 27  | 27  | 26  | 0      |
| 37                                     | Lola Lovinfosse          | 28† | 22  | 25  | 19  | 23  | 21  | 22  | 19  | Ret | 21  | 22  | 20  |     |     |     |     |     |     |     |     |     | 0      |
| 38                                     | Daniel Maciá             |     |     |     |     |     |     | Ret | 21  | 20  |     |     |     |     |     |     |     |     |     |     |     |     | 0      |
| 39                                     | Aurélia Nobels           |     |     |     |     |     |     |     |     |     | 23  | 28  | 24  |     |     |     |     |     |     |     |     |     | 0      |
| 40                                     | Jorge Campos             | Ret | Ret | 24  |     |     |     |     |     |     |     |     |     |     |     |     |     |     |     |     |     |     | 0      |
| Pilotos no elegibles para sumar puntos |                          |     |     |     |     |     |     |     |     |     |     |     |     |     |     |     |     |     |     |     |     |     |        |
|                                        | Noah Strømsted           |     |     |     |     |     |     |     |     |     |     |     |     |     |     |     | 8   | 5   | Ret | 6   | 5   | 30† |        |
|                                        | Jonas Ried               |     |     |     |     |     |     |     |     |     |     |     |     |     |     |     |     |     |     | 13  | 29  | 25  |        |
|                                        | Daniel Guinchard         |     |     |     |     |     |     |     |     |     |     |     |     |     |     |     |     |     |     | Ret | 19  | 17  |        |
|                                        | Gianmarco Pradel         |     |     |     |     |     |     |     |     |     |     |     |     |     |     |     |     |     |     | 19  | 18  | 28  |        |
|                                        | Julius Dinesen           |     |     |     |     |     |     |     |     |     |     |     |     |     |     |     | 21  | 29  | 18  | WD  | WD  | WD  |        |
|                                        | Niels Koolen             |     |     |     |     |     |     |     |     |     |     |     |     |     |     |     | 26  | 21  | 20  |     |     |     |        |
|                                        | Carl Bennett             |     |     |     |     |     |     |     |     |     |     |     |     |     |     |     |     |     |     | 24  | Ret | Ret |        |
|                                        | Francisco Soldavini      |     |     |     |     |     |     |     |     |     |     |     |     |     |     |     |     |     |     | 25  | 28  | Ret |        |
|                                        | Victoria Blokhina        |     |     |     |     |     |     |     |     |     |     |     |     |     |     |     |     |     |     | 28  | Ret | 27  |        |
| Pos.                                   | Piloto                   | ALG | ALG | ALG | JER | JER | JER | VAL | VAL | VAL | SPA | SPA | SPA | ARA | ARA | ARA | NAV | NAV | NAV | BAR | BAR | BAR | Puntos |

| Color     | Resultado                                                               |
| --------- | ----------------------------------------------------------------------- |
| Oro       | Ganador                                                                 |
| Plata     | 2.ª plaza                                                               |
| Bronce    | 3.ª plaza                                                               |
| Verde     | Finalizó en los puntos                                                  |
| Azul      | Finalizó sin puntos                                                     |
| Azul      | NC - No clasificado                                                     |
| Violeta   | Ret - No terminó (Carrera)                                              |
| Rojo      | DNQ - No se clasificó                                                   |
| Negro     | DSQ - Descalificado                                                     |
| Blanco    | DNS - No empezó (carrera)                                               |
| Blanco    | WD - Retirado (fin de semana)                                           |
| Blanco    | C - Carrera cancelada                                                   |
| Sin color | DNP - Inscrito pero no participó                                        |
| Sin color | INJ - Lesionado                                                         |
| Sin color | EX - Excluido                                                           |
| Estado    | Resultado                                                               |
| Negrita   | Pole position                                                           |
| Cursiva   | Vuelta rápida                                                           |
| †         | Abandona, pero clasifica al completar el porcentaje requerido para ello |

### Clases secundarias
| Pos.                                   | Piloto                | ALG               | ALG               | ALG               | JER               | JER               | JER               | VAL               | VAL               | VAL               | SPA               | SPA               | SPA               | ARA               | ARA               | ARA               | NAV               | NAV               | NAV               | BAR               | BAR               | BAR               | Puntos            |
| Trofeo de Novatos                      | Trofeo de Novatos     | Trofeo de Novatos | Trofeo de Novatos | Trofeo de Novatos | Trofeo de Novatos | Trofeo de Novatos | Trofeo de Novatos | Trofeo de Novatos | Trofeo de Novatos | Trofeo de Novatos | Trofeo de Novatos | Trofeo de Novatos | Trofeo de Novatos | Trofeo de Novatos | Trofeo de Novatos | Trofeo de Novatos | Trofeo de Novatos | Trofeo de Novatos | Trofeo de Novatos | Trofeo de Novatos | Trofeo de Novatos | Trofeo de Novatos | Trofeo de Novatos |
| -------------------------------------- | --------------------- | ----------------- | ----------------- | ----------------- | ----------------- | ----------------- | ----------------- | ----------------- | ----------------- | ----------------- | ----------------- | ----------------- | ----------------- | ----------------- | ----------------- | ----------------- | ----------------- | ----------------- | ----------------- | ----------------- | ----------------- | ----------------- | ----------------- |
| 1                                      | Nikola Tsolov         | 3                 | 1                 | 2                 | 2                 | 1                 | 1                 | 1                 | 1                 | 1                 | 1                 | 1                 | 1                 | 1                 | 1                 | 2                 | 1                 | 1                 | 2                 | 1                 | 1                 | 1                 | 417               |
| 2                                      | Tymoteusz Kucharczyk  | 1                 | 2                 | 1                 | 1                 | 2                 | 6                 | 2                 | 4                 | 2                 | Ret               | 4                 | 3                 | 2                 | 2                 | 1                 | 2                 | 2                 | 1                 | 2                 | 2                 | 2                 | 332               |
| 3                                      | Bruno del Pino        | 4                 | 3                 | 11†               | 3                 | 3                 | 2                 | 4                 | 3                 | 3                 | 2                 | 2                 | 2                 | Ret               | 4                 | 4                 | 7                 | 7                 | 3                 | Ret               | 7                 | 6                 | 209               |
| 4                                      | Daniel Nogales        | 7                 | 4                 | 3                 | 5                 | Ret               | 8†                | 5                 | 6                 | 4                 | 6                 | 9                 | Ret               | 4                 | 3                 | 3                 | 3                 | 4                 | 4                 | 4                 | 6                 | 5                 | 182               |
| 6                                      | Sebastian Gravlund    | 2                 | 8                 | 4                 | Ret               | 5                 | 5                 | 3                 | 8                 | 7                 | 5                 | Ret               | 6                 | 7                 | 5                 | Ret               | 6                 | 5                 | 11                | 5                 | 5                 | 3                 | 153               |
| 5                                      | Max Mayer             | 5                 | 9                 | 7                 | 4                 | 4                 | 7                 | 6                 | 2                 | 5                 | Ret               | 5                 | 5                 | 5                 | 7                 | 5                 | 8                 | 8                 | 6                 | Ret               | 11                | 7                 | 132               |
| 7                                      | Théophile Naël        |                   |                   |                   |                   |                   |                   |                   |                   |                   | 9                 | 3                 | Ret               | 3                 | 8                 | 7†                | 5                 | 6                 | 5                 | 6                 | 4                 | 4                 | 94                |
| 8                                      | Ricardo Gracia Filho  | 9                 | Ret               | 6                 | Ret               | Ret               | 4                 | 7                 | 7                 | 6                 | 4                 | 6                 | 4                 |                   |                   |                   | 10                | 12†               | 8                 | 7                 | 11                | 9                 | 85                |
| 9                                      | Álvaro García         | 6                 | 7                 | 9                 | Ret               | 6                 | 3                 | Ret               | 5                 | 8†                | 7                 | Ret               | 7                 | Ret               | 9†                | Ret               | 13                | 11                | 10                | 9                 | Ret               | 8                 | 65                |
| 10                                     | Theodor Jensen        |                   |                   |                   |                   |                   |                   |                   |                   |                   |                   |                   |                   | 6                 | 6                 | 6                 | 11                | 9                 | 7                 | 12                | 10                | Ret               | 34                |
| 11                                     | Nelson Neto           |                   |                   |                   |                   |                   |                   |                   |                   |                   | 3                 | 7                 | Ret               |                   |                   |                   |                   |                   |                   |                   |                   |                   | 17                |
| 12                                     | Jesse Carrasquedo Jr. | 10                | 10                | 5                 |                   |                   |                   |                   |                   |                   |                   |                   |                   |                   |                   |                   | 12                | 10                | Ret               | 13†               | 9                 | 10                | 17                |
| 13                                     | Lukáš Málek           | 8                 | 5                 | 10                |                   |                   |                   |                   |                   |                   |                   |                   |                   |                   |                   |                   |                   |                   |                   |                   |                   |                   | 11                |
| 14                                     | Aurélia Nobels        |                   |                   |                   |                   |                   |                   |                   |                   |                   | 8                 | 8                 | 8                 |                   |                   |                   |                   |                   |                   |                   |                   |                   | 9                 |
| 15                                     | Noah Lisle            | 11                | 6                 | 8                 |                   |                   |                   |                   |                   |                   |                   |                   |                   |                   |                   |                   |                   |                   |                   |                   |                   |                   | 8                 |
| Pilotos no elegibles para sumar puntos |                       |                   |                   |                   |                   |                   |                   |                   |                   |                   |                   |                   |                   |                   |                   |                   |                   |                   |                   |                   |                   |                   |                   |
|                                        | Noah Strømsted        |                   |                   |                   |                   |                   |                   |                   |                   |                   |                   |                   |                   |                   |                   |                   | 4                 | 3                 | Ret               | 3                 | 3                 | 12†               |                   |
|                                        | Gianmarco Pradel      |                   |                   |                   |                   |                   |                   |                   |                   |                   |                   |                   |                   |                   |                   |                   |                   |                   |                   | 8                 | 8                 | 11                |                   |
|                                        | Julius Dinesen        |                   |                   |                   |                   |                   |                   |                   |                   |                   |                   |                   |                   |                   |                   |                   | 9                 | 13                | 9                 | WD                | WD                | WD                |                   |
|                                        | Carl Bennett          |                   |                   |                   |                   |                   |                   |                   |                   |                   |                   |                   |                   |                   |                   |                   |                   |                   |                   | 10                | Ret               | Ret               |                   |
|                                        | Francisco Soldavini   |                   |                   |                   |                   |                   |                   |                   |                   |                   |                   |                   |                   |                   |                   |                   |                   |                   |                   | 11                | 12                | Ret               |                   |
| Trofeo Femenino                        |                       |                   |                   |                   |                   |                   |                   |                   |                   |                   |                   |                   |                   |                   |                   |                   |                   |                   |                   |                   |                   |                   |                   |
| 1                                      | Lola Lovinfosse       | 1†                | 1                 | 1                 | 1                 | 1                 | 1                 | 1                 | 1                 | Ret               | 1                 | 1                 | 1                 |                   |                   |                   |                   |                   |                   |                   |                   |                   | 65                |
| 2                                      | Aurélia Nobels        |                   |                   |                   |                   |                   |                   |                   |                   |                   | 2                 | 2                 | 2                 |                   |                   |                   |                   |                   |                   |                   |                   |                   | 48                |
| Pilotos no elegibles para sumar puntos |                       |                   |                   |                   |                   |                   |                   |                   |                   |                   |                   |                   |                   |                   |                   |                   |                   |                   |                   |                   |                   |                   |                   |
|                                        | Victoria Blokhina     |                   |                   |                   |                   |                   |                   |                   |                   |                   |                   |                   |                   |                   |                   |                   |                   |                   |                   | 1                 | Ret               | 1                 |                   |
| Pos.                                   | Piloto                | ALG               | ALG               | ALG               | JER               | JER               | JER               | VAL               | VAL               | VAL               | SPA               | SPA               | SPA               | ARA               | ARA               | ARA               | NAV               | NAV               | NAV               | BAR               | BAR               | BAR               | Puntos            |

### Campeonato de Equipos
| Pos | Equipo                | Puntos |
| --- | --------------------- | ------ |
| 1   | Campos Racing         | 585    |
| 2   | MP Motorsport         | 415    |
| 3   | MP Motorsports        | 106    |
| 4   | Drivex School         | 102    |
| 5   | Campos                | 100    |
| 6   | Monlau Motorsport     | 80     |
| 7   | Saintéloc Racing      | 9      |
| 8   | GRS Team              | 8      |
| 9   | Cram-Pinnacle         | 4      |
| 10  | Teo Martín Motorsport | 1      |
| 11  | Fórmula de Campeones  | 0      |
| 12  | JHR Developments      | 0      |

### Citas
1. 1 2  «New dates and circuits confirmed - Official Website». web.archive.org. 3 de diciembre de 2021. Archivado desde el original el 3 de diciembre de 2021. Consultado el 25 de octubre de 2022.
2. ↑  «Nikola Tsolov ya es campeón tras la penúltima cita en Navarra». SoyMotor.com. Consultado el 7 de noviembre de 2022.
3. ↑  «Max Arkhangelskiy commits to second Spanish F4 season with Drivex». web.archive.org. 16 de noviembre de 2021. Archivado desde el original el 16 de noviembre de 2021. Consultado el 25 de octubre de 2022.
4. ↑  «Drivex Team signs Bruno del Pino for F4 Spanish debut». web.archive.org. 26 de enero de 2022. Archivado desde el original el 26 de enero de 2022. Consultado el 25 de octubre de 2022.
5. ↑  «F4 Spanish Championship on Twitter». Twitter. 1 de septiembre de 2022. Consultado el 1 de septiembre de 2022.
6. 1 2  Wood, Ida (7 de noviembre de 2022). «Daniel Guinchard to do Spanish F4 finale with JHR Developments». Formula Scout (en inglés estadounidense). Consultado el 8 de noviembre de 2022.
7. ↑  Wood, Ida (2 de febrero de 2022). «Drivex adds Bruno del Pino and Gael Julien to Spanish F4 line-up». Formula Scout (en inglés británico). Consultado el 2 de febrero de 2022.
8. ↑  Rickert, Andrew (28 de abril de 2022). «Noah Lisle to contest Spanish Formula 4 opener». highwayf1.com. Consultado el 29 de abril de 2022.
9. 1 2  «Álvaro García y Max Mayer serán los pilotos de la Fórmula de Campeones en la Fórmula 4 2022 | Fórmula de Campeones - Circuit Ricardo Tormo». web.archive.org. 12 de enero de 2022. Archivado desde el original el 12 de enero de 2022. Consultado el 25 de octubre de 2022.
10. ↑  Wood, Ida (5 de julio de 2022). «Sainteloc Racing and Brazilian F4 duo to debut in Spanish F4 at Spa». Formula Scout. Consultado el 5 de julio de 2022.
11. ↑  «Jorge Campos correra la Fórmula 4 con la Fórmula de Campeones». Fórmula de Campeones. 28 de marzo de 2022. Consultado el 28 de marzo de 2022.
12. ↑  «Formel 4 - Julius Dinesen debuterer i det spanske Formel 4-mesterskab». Motorsporten.dk (en danés). 21 de septiembre de 2022. Consultado el 21 de septiembre de 2022.
13. ↑  «F4 Spanish Championship on Twitter». Twitter. 29 de septiembre de 2022. Consultado el 29 de septiembre de 2022.
14. ↑  «Campos Racing». www.camposracing.com. Consultado el 25 de octubre de 2022.
15. ↑  «Charlie Wurz replaces Jesse Carrasquedo Jr. for F4 Spain event in Jerez». Campos Racing. 25 de mayo de 2022. Consultado el 26 de mayo de 2022.
16. ↑  «Alpine Academy creates Affiliate programme to find the racing stars of tomorrow - Alpine». web.archive.org. 9 de marzo de 2022. Archivado desde el original el 9 de marzo de 2022. Consultado el 25 de octubre de 2022.
17. ↑  Wood, Ida (25 de enero de 2022). «Manuel Espirito Santo and Filip Jenic change teams in Spanish F4». Formula Scout (en inglés británico). Consultado el 25 de enero de 2022.
18. ↑  «Campos Racing». web.archive.org. 10 de febrero de 2022. Archivado desde el original el 10 de febrero de 2022. Consultado el 25 de octubre de 2022.
19. ↑  «Manuel Espirito Santo joins Campos Racing from Valencia». Campos Racing. 9 de junio de 2022. Consultado el 9 de junio de 2022.
20. ↑  «Campos Racing». web.archive.org. 10 de febrero de 2022. Archivado desde el original el 10 de febrero de 2022. Consultado el 25 de octubre de 2022.
21. ↑  «Campos Racing». www.camposracing.com. Consultado el 25 de octubre de 2022.
22. ↑  «F4 Spanish Championship on Twitter». Twitter. 1 de septiembre de 2022. Consultado el 1 de septiembre de 2022.
23. 1 2  Raymond Blancafort (14 de abril de 2022). «La F4 española, con 24 coches, pero sólo cuatro pilotos de casa». SoyMotor. Consultado el 14 de abril de 2022.
24. ↑  «F4 Spanish Championship on Twitter». Twitter. 29 de septiembre de 2022. Consultado el 29 de septiembre de 2022.
25. ↑  «Ricardo Gracia disputará la Formula 4 Española con GRS Team - GRS-TEAM». web.archive.org. 25 de febrero de 2022. Archivado desde el original el 25 de febrero de 2022. Consultado el 25 de octubre de 2022.
26. ↑  Alonso Lopez, Alejandro (3 de enero de 2022). «GRS signs Lukas Malek for 2022 Spanish F4 season». Formula Scout. Consultado el 3 de enero de 2022.
27. ↑  «Vladislav Ryabov seguirá con GRS Team en 2022 - GRS-TEAM». web.archive.org. 4 de diciembre de 2021. Archivado desde el original el 4 de diciembre de 2021. Consultado el 25 de octubre de 2022.
28. ↑  «Marcos Flack joins GRS Team for the upcoming F4 Spanish round in Spa-Francorchamps». GRS Team. 7 de julio de 2022. Consultado el 7 de julio de 2022.
29. ↑  «Racing rookie Daniel Mavlyutov moves to Spanish F4 with GRS». Formula Scout. 30 de agosto de 2022. Consultado el 1 de septiembre de 2022.
30. 1 2  «Saintéloc Racing fait le pari de la monoplace - AutoHebdo». web.archive.org. 17 de abril de 2022. Archivado desde el original el 17 de abril de 2022. Consultado el 25 de octubre de 2022.
31. ↑  «Sainteloc Racing on Twitter». Twitter. 9 de noviembre de 2022. Consultado el 9 de noviembre de 2022.
32. 1 2  Wood, Ida (5 de julio de 2022). «Sainteloc Racing and Brazilian F4 duo to debut in Spanish F4 at Spa». Formula Scout. Consultado el 5 de julio de 2022.
33. ↑  «F4 Spanish Championship on Twitter». Twitter. 1 de septiembre de 2022. Consultado el 1 de septiembre de 2022.
34. ↑  «Tymoteusz Kucharczyk joins MP Motorsport in 2022, after winning the Richard Mille Young Talent Academy - MP Motorsport». web.archive.org. 16 de noviembre de 2021. Archivado desde el original el 16 de noviembre de 2021. Consultado el 25 de octubre de 2022.
35. 1 2 3 4  «MP Motorsport to continue into Spanish F4 with Inthraphuvasak, Pingasov, Zanfari, Ho and Rinicella». MP Motorsport. 13 de abril de 2022. Consultado el 13 de abril de 2022.
36. ↑  Smal es ruso, pero compite bajo licencia kirguís.
37. ↑  «Kirill is joining us for the Spanish Formula 4 2022 season, welcome to the team». Twitter. MP Motorsport. 29 de abril de 2022. Consultado el 29 de abril de 2022.
38. ↑  Pingasov es ruso, pero compite bajo licencia española.
39. ↑  «Sebastian Gravlund moves to Spanish F4 with MP Motorsport - MP Motorsport». web.archive.org. 28 de marzo de 2022. Archivado desde el original el 28 de marzo de 2022. Consultado el 25 de octubre de 2022.
40. ↑  «Rinicella al via della stagione 2022 con il team campione MP Motorsport». italiaracing.net (en italiano). 13 de diciembre de 2021.
41. ↑  «@teomartinmotorsport on Instagram». Instagram. Teo Martín Motorsport. 28 de abril de 2022. Archivado desde el original el 31 de octubre de 2022. Consultado el 28 de abril de 2022. (requiere registro).
42. ↑  «Teo Martin Motorsport on Instagram». Instagram. Teo Martín Motorsport. 3 de marzo de 2022. Archivado desde el original el 31 de octubre de 2022. Consultado el 3 de marzo de 2022. (requiere registro).
43. ↑  Rodriguez, Sergio (9 de junio de 2022). «EXCLUSIVA FR: Dani Macia vuelve a la F4 con Teo Martín». FormulaRapida.net. Consultado el 9 de junio de 2022.
44. ↑  «Teo Martin Motorsport on Instagram». Instagram. Teo Martín Motorsport. 18 de enero de 2022. Archivado desde el original el 31 de octubre de 2022. Consultado el 18 de enero de 2022. (requiere registro).
45. ↑  staff. «Cram Motorsport estende il proprio impegno al Formula 4 Spanish Championship» (en it-IT). Consultado el 25 de octubre de 2022.
46. ↑  «Anshul Gandhi, Cram Motorsport back together for Formula 4 Spanish Championship». Cram Motorsport. 26 de abril de 2022.
47. ↑  staff. «Cram Motorsport con Ricardo Escotto nel Formula 4 Spanish Championship» (en it-IT). Consultado el 25 de octubre de 2022.
48. ↑  «F4 Spanish Championship on Twitter». Twitter. 1 de septiembre de 2022. Consultado el 1 de septiembre de 2022.